# Интимная лирика
Интимная лирика — совокупность лирических произведений о любви. Одним из самых древних и известных мастеров интимной лирики была древнегреческая поэтесса Сапфо (конец VII — первая половина VI века до н. э.). Значительный вклад в развитие мировой интимной лирики внесли Овидий, Петрарка, Шекспир, А. Пушкин, А. Мицкевич, Р. Гамзатов и другие. Поэзия выработала множество жанров и жанровых разновидностей интимной лирики: альбы, баркаролы, серенады, эпиталамы, романсы.  

## Белорусская интимная лирика
В белорусском фольклоре существует отдельный большой и богатый жанр песен о любви. На их основе и с использованием мирового поэтического опыта белорусские поэты XVII—XVIII веков написали немало стихов, которые обогатили тогдашнюю интимную лирику. В новой белорусской литературе, которая рождалась и развивалась в XIX веке почти в подпольных условиях, интимная лирика отходила на второй план — в ней явно преобладали гражданские мотивы. Лишь XX век принес настоящий расцвет интимной лирики. Выдающиеся её образцы есть у Я. Купалы, М. Богдановича, А. Кулешова, М. Танка, П. Бровки, Е. Лось, Е. Янищиц и других. Иногда выходят сборники, полностью состоящие из произведений интимной лирики («Ave Maria» М. Танка, «Ты — моя пчёлка» П. Бровки и др.). Лучшие произведения народной белорусской интимной лирики вошли в фундаментальное издание «Песни о любви» (1978), а произведения письменной поэзии — в антологию «Зорка Венера» (1972).  